# Антонов, Яков Иванович
Я́ков Ива́нович Анто́нов (1908—1942) — лётчик-истребитель, Герой Советского Союза (1940).

## Биография
Родился 24 января 1908 года в деревне Малахово Вшельской волости Лужского уезда Санкт-Петербургской губернии (ныне — в Солецком районе Новгородской области).
Участник советско-финской войны 1939—1940 годов. За войну совершил 58 боевых вылетов. Участвовал в 5 воздушных боях. Сбил 1 вражеский самолёт лично и 2 в группе. 21 марта 1940 года за мужество и отвагу, проявленные в схватках ему было присвоено звание Героя Советского Союза.
Во время Великой Отечественной войны занимал должность командира 84-го «А» истребительного авиаполка. На фронте — c 11 августа 1942 года. Участник обороны Кавказа. 25 августа 1942 года Антонов, выполняя задание по прикрытию штурмовки немецкого аэродрома под Моздоком, был в воздушном бою сбит на самолёте И-153 (всего было сбито 4 советских и 9 немецких самолётов) и, как следует из советских документов, погиб.
Однако в послевоенное время были опубликованы фотографии советского лётчика в немецком плену, которым и оказался Яков Антонов. По одной из версий, он был сбит командиром 77-й немецкой истребительной эскадры (JG 77), майором Гордоном Голлобом. Спасшийся на парашюте Антонов попал в плен. По одним данным, был переправлен в лагерь военнопленных под Моздоком, откуда и бежал, по другим — бежал до отправки в лагерь. О его дальнейшей судьбе нет достоверных сведений. Официально числится погибшим 25 августа 1942 года.
Другой немецкий ас Гюнтер Ралль в книге «Моя лётная книжка» описывает следующие события (приписывая эту победу себе):
«21 сентября 1942 года во время второго вылета мне повезло — около половины пятого я сбил МиГ-3 совсем недалеко от нашего аэродрома. Его пилот сумел выброситься с парашютом и спастись. Унтер-офицеры моего штаффеля сразу же поехали на машине к месту его приземления, чтобы захватить его. Русский приземлился на одном из огромных подсолнуховых полей, которых в этих местах было множество. Он был быстро окружён, но его сумели взять только когда он расстрелял по нашим все патроны из своего пистолета, к счастью, не причинив никому вреда. После того, как ему обработали резанную рану на лбу, которую он получил, выпрыгивая из самолёта, его доставили ко мне. Я как раз находился у радиомашины, слушая переговоры пилотов.
Русский чертовски юн, так же, как и большинство из нас — ему едва за двадцать. Свои прямые светлые волосы с высокого лба он откинул назад, чтобы освободить место для двух огромных компрессов, покрывающих его порезы. В умных карих глазах в равной степени отражается и гордость и разочарование. На его губах играет лёгкая улыбка. Его грудь украшают три ордена, из которых мне известен только один — он называется „Герой Советского Союза“.
Так вот как они выглядят на самом деле — представители монгольских степных орд, как представляет их пропаганда, те самые недочеловеки, к которым недопустимо гуманное отношение! Перед нами Воин, который сразу же вызывает уважение у любого, кто сам является Воином. Я тогда саркастически подумал, что порой с врагом тебя может роднить большее, чем с некоторыми людьми из твоего окружения.

Капитан Антонов боится. Предложенную сигарету он сразу же отложил нетронутой в сторону, но когда я сам закурил одну, он немного расслабился. Наш чай, холодный и свежий, но налитый из чистой бензиновой канистры, вызывал у него недоверие, пока я на его глазах не выпил чашку.
Мы нашли одного фельдфебеля-переводчика и сидели вместе, разговаривая о нашем воздушном бое, об идущей войне. Мой противник прекрасно держится и полон достоинства. Он не делает ни малейшей попытки заискивать или втираться в доверие. По его словам можно понять, что политофицеры в ВВС рассказывают о нас то же, что и в Красной Армии. Пропаганда порождает ненависть, ненависть рождает жестокость, жестокость порождает новую пропаганду. Чёртов замкнутый круг.
Советский лётчик остаётся у нас ещё несколько дней, так как нет возможности его отправить. У нас нет ни желания, ни возможности держать его под замком. Под ответственность нашего штаффеля, он получает довольствие, как любой другой лётчик и может свободно перемещаться по аэродрому [у деревни] Солдатская без постоянного надзора. При таких условиях он и не пробует бежать, оценивая такое отношение с нашей стороны, вопреки всем предписаниям. Своим побегом он причинит нам неприятности и понимает это. Позже, мы посылаем его с Ju-52, везущим раненых в лазарет. И тогда он использует удобный случай. Как — мы не знаем точно. Но капитан Антонов точно не прибыл в место назначения. Скорее всего, он воспользовался немецкой шинелью из тех, что перевозили на том Ju-52, чтоб затеряться и бежать. Но то, что Антонов пережил войну — я знаю точно из официальных русских источников.»
Хотя автор книги Гюнтер Ралль ссылается на какие-то «официальные русские источники», но о послевоенной судьбе Антонова до сих пор ничего не известно. Недоверие к рассказу Ралля вызывает и тот факт, что он называет пленённого лётчика «чертовски юным». На момент пленения Якову Антонову уже 34 года и он на 10 лет старше самого Ралля. Кроме того, не совпадает тип сбитого самолёта: Антонов летал на И-153, а Ралль рассказывает о сбитом МиГ-3. Не совпадают дата и даже месяц боя. Не совпадает также звание сбитого летчика, Ралль называет его «капитан Антонов», в то время как Яков Иванович имел звание майора и на фотографии отчетливо видны 2 майорские «шпалы».
Есть также версия, что после Моздокского лагеря Антонов попал в Мариупольский, где Якова Ивановича освободили мариупольские подпольщики, имевшие связь с разведотделом Черноморского флота, в оперативном подчинении которого находился разведотдел 56-й армии Южного фронта, стоявшей на Миусе. По тем данным, Я. И. Антонов  после побега из лагеря скрывался в доме санитарки больницы Кузенковой Матрены Дмитриевны, где действовала подпольная группа врача Б. Т. Гнилицкого. Далее Я. И. Антонов был переправлен в город Ейск, после чего данные по нему тоже отсутствуют.
Также существует версия, что Я. И. Антонов  мог погибнуть при переходе линии фронта и впоследствии быть похороненным на немецком кладбище в Мариуполе. В ходе реконструкции в Театральном сквере в 2017 году кроме захоронений немецких и румынских солдат были обнаружены останки неизвестного советского бойца, которым мог предположительно быть Я. И. Антонов.